# Djemaleddin Efendi
Djemaleddin Efendi   (Istanbul, 1848 - Alexandria, 1917) fou un polític i religiós turc otomà.
Vers 1890 fou kazasker de Rumèlia, i després xaikh al-Islam per 18 anys entre 1891 i 1909. Va tornar al mateix càrrec el 1912, però després del cop d'estat de 1913 va perdre el lloc a la caiguda del gabinet de Kamil Pasha. Desterrat d'Istanbul es va retirar a Egipte on va morir l'abril de 1919. El periodista Soner Yalçın diu que la seva esposa, Fatma Zehra Hanım, té una foto de 1902, amb el cap descobert, i amb una condecoració de compassió Şefkat atorgada pel soldà Abdulhamid II a les dones otomanes que feien obres de caritat.